# St. Mariä Himmelfahrt (Waldniel)

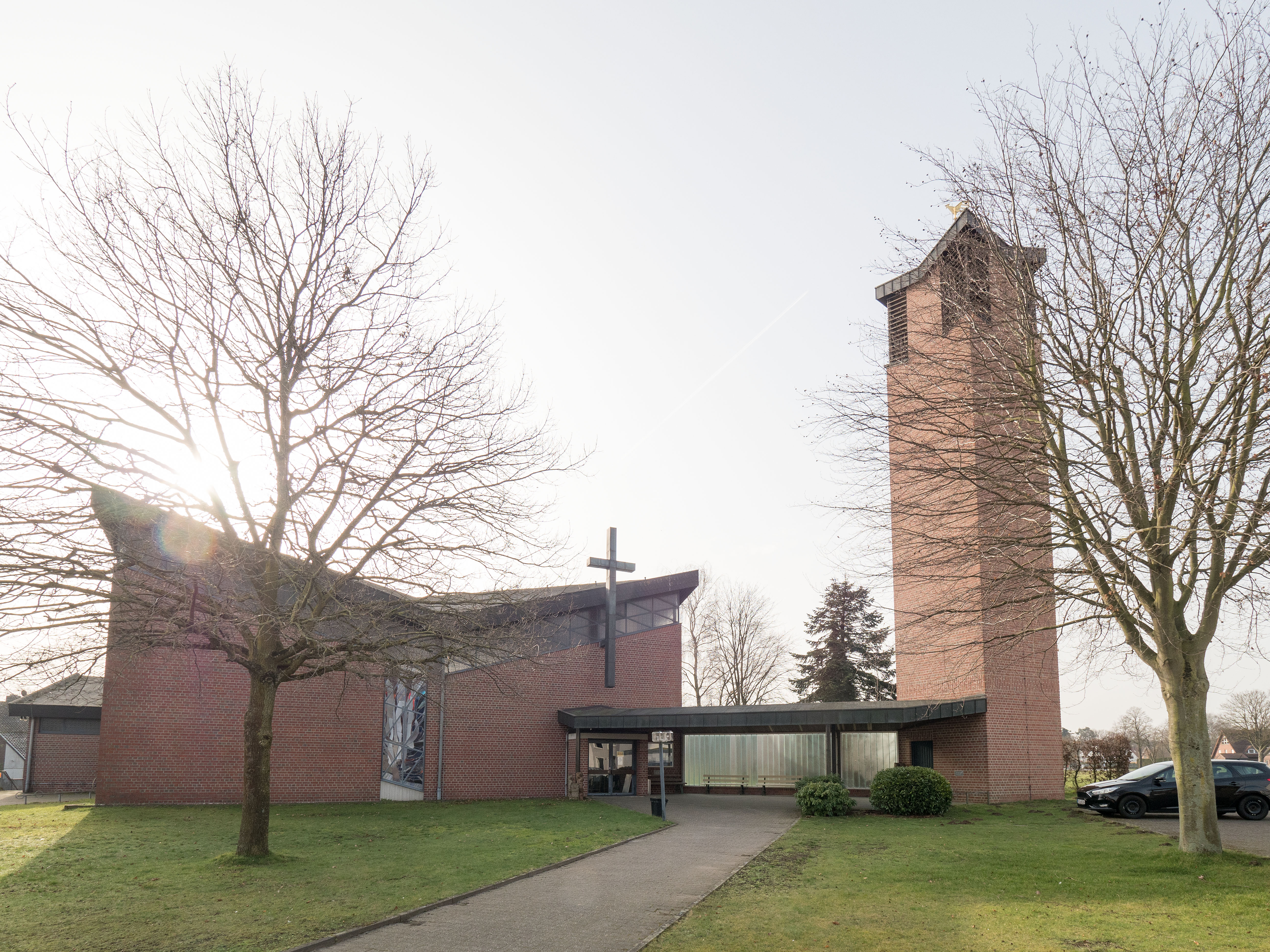
St. Mariä Himmelfahrt in Waldniel

St. Mariä Himmelfahrt ist eine römisch-katholische Filialkirche in Waldniel, Gemeinde Schwalmtal, im Kreis Viersen in Nordrhein-Westfalen. Die Kirche steht unter dem Patronat Mariä Aufnahme in den Himmel (Gedenktag 15. August), zählt zur Pfarre St. Matthias Schwalmtal und wurde zwischen 1975 und 1978 nach Plänen von Josef Pillen errichtet.
Zum Gemeindebereich Kirspelwaldniel gehören die in der Gemarkung Waldniel gelegenen Siedlungen Hehler mit Waldnieler Heide (Standort der Kirche), Eschenrath, Fischeln, Fischelner Weg, Hochfeld, Hostert, Leloh, Naphausen, Rösler-Siedlung, Steeg und Wasserturm.

## Geschichte

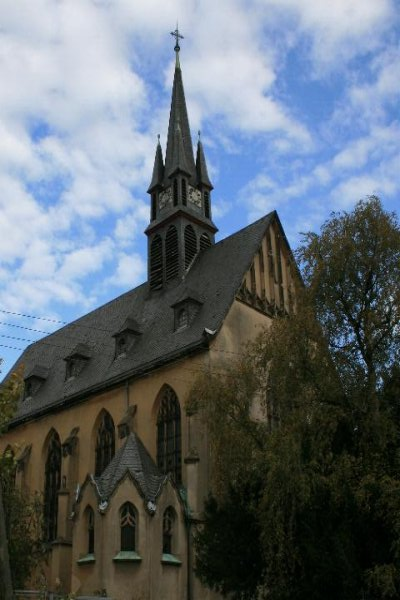
Ehem. Anstaltskirche des St. Josefsheims im Jahr 2009

Schon im Jahr 1894 gründete sich ein Kirchenbauverein mit dem Ziel im Westen von Waldniel eine eigene Kirche zu errichten. 1900 boten die Gebrüder Wix aus Hehler der Pfarre St. Michael Land in Hostert zum Bau einer zweiten Kirche in Waldniel an, was der Kirchenvorstand von St. Michael mit der Begründung ablehnte, dass die Pfarrkirche St. Michael zu groß sei. 1905 entschied schließlich der Münsteraner Bischof Hermann Dingelstad, damals gehörte Waldniel noch zum Bistum Münster, „Waldniel bleibt Waldniel!“, damit war der Bau einer weiteren Kirche vom Tisch. Daraufhin boten die Gebrüder Wix das Grundstück den Franziskanerbrüdern vom Heiligen Kreuz an, die das Grundstück kauften. Ab 1909 wurde hier ein Bildungsheim für geistig behinderte Jungen, das St. Josefsheim, erbaut. Zwischen 1910 und 1912 folgte auch eine eigene Anstaltskirche, die zusätzlich der Öffentlichkeit zugänglich war, sodass auch Gemeindegottesdienste abgehalten werden konnten. 
1937 wurden die Franziskaner durch die Nationalsozialisten vertrieben und enteignet und aus dem St. Josefsheim wurde eine Außenstelle der Heil- und Pflegeanstalt Süchteln-Johannistal. Die nun staatliche Kirche konnte durch die Gemeinde weiter genutzt werden. 
Direkt nach dem Zweiten Weltkrieg wurde der Gemeindebereich 1946 zum Rektorat erhoben, zum 1. Oktober 1958 erfolgte die Erhebung zur Pfarrvikarie. Nachdem die Franziskaner das Klinikgelände nach dem Krieg zurückerhalten hatten, verkauften sie es 1955 an die Bundesrepublik Deutschland. Die katholische Gemeinde mietete fortan die Kirche. 
Der Wunsch nach einer eigenen Kirche wuchs jedoch, sodass in den 1970er Jahren der Plan zum Bau der heutigen Kirche reifte. Schließlich beauftragte man den aus Hehler stammenden Architekten Josef Pillen mit den Planungen. Zwischen 1975 und 1978 entstand schließlich St. Mariä Himmelfahrt nicht weit entfernt von der alten Anstaltskirche. Die feierliche Kirchweihe war am 18. Juni 1978. Der Bau des Glockenturms folgte 1990.

## Baubeschreibung
St. Mariä Himmelfahrt ist eine moderne Backsteinhalle auf quadratischem Grundriss, der Altarraum befindet sich im östlichen Winkel, gegenüber die Orgelempore.

## Ausstattung
Die Buntglasfenster entwarfen Johannes Beeck und Anja Klinkenberg in den Jahren 1978 und 2003.